# جيري نيلسن
جيري نيلسن (بالإنجليزية: Jerry Nielsen)‏ هو لاعب كرة قاعدة أمريكي، ولد في 5 أغسطس 1966 في ساكرامنتو في الولايات المتحدة.

## وصلات خارجية
- جيري نيلسن على موقعبيزبول رفرنس.كوم (الدوري الرئيسي) (الإنجليزية)